# Господар мува (представа)
Господар мува је позоришна представа коју је режирала Тијана Васић на основу адаптације Бојане Бабић истоименог романа Виљема Голдина.
Премијерно приказивање било је 28. новембра 2014. године у позоришту ДАДОВ. Представа је реализована у сарадњи са издавачком кућом Лагуна.
Текст комада објављен је у књизи СА ОВЕ СТРАНЕ ОГЛЕДАЛА – Савремена српска драма за младе.

## Радња
Прича представе прати групу дечака који су се после пада авиона нашли на пустом острву.
Деца су у први мах радосна јер су далеко од одраслих али убрзо почињу да се боре за опстанак и њихови односи се мењају.

## Улоге
| Лица | Глумци               |
| ---- | -------------------- |
|      | Урош Ракић           |
|      | Милан Васиљевић      |
|      | Глигорије Маринковић |
|      | Огњен Драговић       |
|      | Марко Деспотовић     |
|      | Матија Цонић         |
|      | Иван Благојевић      |
|      | Павле Ерић           |
|      | Дејан Максимовић     |
|      | Никола Загорац       |